# Ajagore
Ajagore – polska grupa muzyczna uprawiająca folk, folk rock. Powstała po rozpadzie trójmiejskiej formacji Szela. Muzycy zakładający Ajagore (Piotr Góra, Sławomir Kornas, Krzysztof Paul) byli wcześniej muzykami ostatnich składów Szeli, a pierwsze utwory w repertuarze to niezarejestrowane piosenki z repertuaru tejże grupy. Następnie do grupy doszli jeszcze Maciej Kortas i Jowita Tabaszewska. W 1999 roku zadebiutowali na rynku fonograficznym płytą Ajagore. W 2002 roku zespół formalnie się rozwiązał, aby wrócić na scenę w nowym składzie w 2006 roku. Zespół inspiruje się melodiami i przyśpiewkami ludowymi. To zainteresowanie obejmuje zarówno polski folklor, jak i muzykę różnych rejonów świata. Nie używa jednak ludowych instrumentów, a głównie gitar i perkusji. Od kilku lat koncertuje głównie z Grażyną Łobaszewską i Piotrem Bukartykiem, towarzysząc im muzycznie w swoich aranżacjach ich utworów. Menadżerem grupy jest Leszek Barwik (jednocześnie menadżer Grażyny Łobaszewskiej i Piotra Bukartyka). 

## Skład formacji
- Paweł Urowski – gitara basowa, kontrabas
- Maciej Kortas – gitara elektryczna
- Michał Szczeblewski – perkusja
- Łukasz Sasko - gitara, realizacja dźwięku

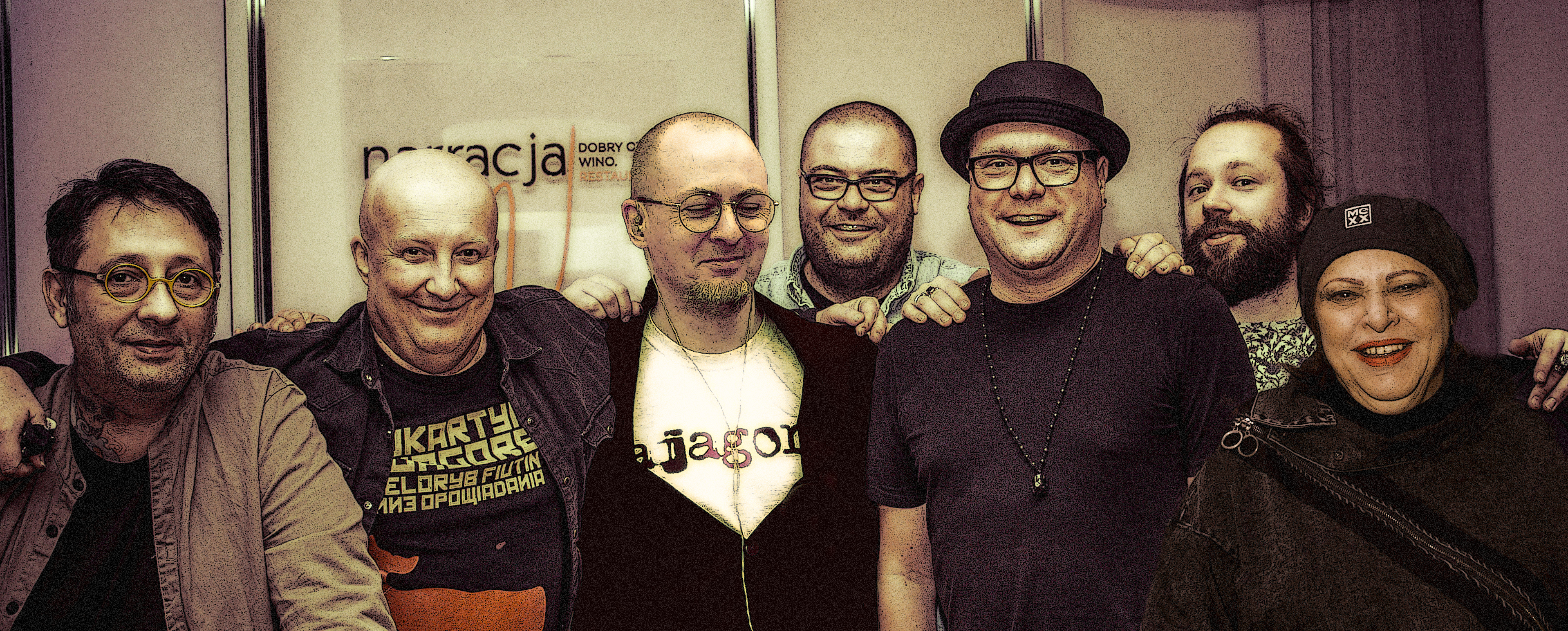
Pełny aktualny skład zespołu Ajagore w towarzystwie Grażyny Łobaszewskiej oraz Piotra Bukartyka, z którymi na bieżąco koncertują i dla których aranżują ich kompozycje. Od lewej: Maciej Kortas, Piotr Bukartyk, Paweł Urowski, Leszek Barwik (menadżer), Michał Szczeblewski, Łukasz Sasko, Grażyna Łobaszewska.

## Dyskografia

### Albumy
- 1999 (RE: 2006): Ajagore (Soliton)
- 13 czerwca 2009: Zimowe sny
- 2010: „Dziwny jest?” (z Grażyną Łobaszewską)
- 2017 "Sklejam się" (z Grażyną Łobaszewską)